# Ateuchus latus
Ateuchus latus är en skalbaggsart som beskrevs av Antoine Boucomont 1928. Ateuchus latus ingår i släktet Ateuchus och familjen bladhorningar. Inga underarter finns listade.